# Бакминстер Фулер
Ричард Бакминстер „Баки“ Фулер (енгл. Buckminster Fuller; Милтон, Масачусетс, САД, 12. јул 1895 — Лос Анђелес, 1. јул 1983), амерички архитекта, дизајнер, филозоф, проналазач и писац.
Написао је двадесет и осам књига, у којима је износио своје идеје и погледе на свет. Био је заокупљен егзистенцијалним питањима и начинима побољшања квалитета живота. Много пута је пропутовао свет и одржао многобројна предавања. Његови изуми из подручја архитектуре и дизајна, често су били испред свог времена.
Фуллер је развио бројне проналаске, углавном архитектонске дизајне, и популаризовао надалеко познату геодетску куполу; молекуле угљеника познате као фулерени научници су касније именовали због њихове структурне и математичке сличности са геодетским сферама. Он је такође био и други светски председник удружења Менса од 1974. до 1983.

## Патенти
- 1927 U.S. Patent 1.633.702 Stockade: building structure
- 1927 U.S. Patent 1.634.900 Stockade: pneumatic forming process
- 1928 (Application Abandoned) 4D house
- 1937 U.S. Patent 2.101.057 Dymaxion car
- 1940 U.S. Patent 2.220.482 Dymaxion bathroom
- 1944 U.S. Patent 2.343.764 Dymaxion deployment unit (sheet)
- 1944 U.S. Patent 2.351.419 Dymaxion deployment unit (frame)
- 1946 U.S. Patent 2.393.676 Dymaxion map
- 1946 (No Patent)           Dymaxion house (Wichita)
- 1954 U.S. Patent 2.682.235 Geodesic dome
- 1959 U.S. Patent 2.881.717 Paperboard dome
- 1959 U.S. Patent 2.905.113 Plydome
- 1959 U.S. Patent 2.914.074 Catenary (geodesic tent)
- 1961 U.S. Patent 2.986.241 Octet truss
- 1962 U.S. Patent 3.063.521 Tensegrity
- 1963 U.S. Patent 3.080.583 Submarisle (undersea island)
- 1964 U.S. Patent 3.139.957 Aspension (suspension building)
- 1965 U.S. Patent 3.197.927 Monohex (geodesic structures)
- 1965 U.S. Patent 3.203.144 Laminar dome
- 1965 (Filed – No Patent)   Octa spinner
- 1967 U.S. Patent 3.354.591 Star tensegrity (octahedral truss)
- 1970 U.S. Patent 3.524.422 Rowing needles (watercraft)
- 1974 U.S. Patent 3.810.336 Geodesic hexa-pent
- 1975 U.S. Patent 3.863.455 Floatable breakwater
- 1975 U.S. Patent 3.866.366 Non-symmetrical tensegrity
- 1979 U.S. Patent 4.136.994 Floating breakwater
- 1980 U.S. Patent 4.207.715 Tensegrity truss
- 1983 U.S. Patent 4.377.114 Hanging storage shelf unit